# Sângele Vraciului
Sângele Vraciului este a zecea carte din Cronicile Wardstone și a apărut în Marea Britanie în iunie 2012.

## Rezumat
Tom și Vraciul se vor confrunta cu cele șapte vrăjitoare din Transilvania, România, care vor să îl readucă la viață pe Siscoi, un idol vampiric la care se inchină forțele întunecate din Transilvania.
Siscoi este unul dintre cei mai puternici servitori ai diavolului , fiind adus in lumea  asta prin magia animismului de catre vrajitoarele din Romania.

## Personaje
- Tom Ward
- John Gregory
- Judd - fost ucenic al Vraciului, care a lucrat în România